# Isavella Kotsachili
Isavella Kotsachili (griechisch Ισαβέλλα Κοτσαχείλη; englisch Isavella Kotsacheili; * 18. September 1997) ist eine griechische Leichtathletin, die im Langstrecken- und Hindernislauf an den Start geht.

## Sportliche Laufbahn
Erste internationale Erfahrungen sammelte Isavella Kotsachili im Jahr 2019, als sie bei den Balkan-Meisterschaften in Prawez in 10:37,53 min die Silbermedaille über 3000 m Hindernis hinter der Türkin Özlem Alıcı gewann. 2022 belegte sie bei den Balkan-Meisterschaften in Craiova in 10:43,81 min den achten Platz. Im Jahr darauf gelangte sie bei der 1. Liga der Team-Europameisterschaft im Rahmen der Europaspiele in Chorzów mit 10:08,23 min auf den zwölften Platz, ehe sie bei den Balkan-Meisterschaften in Kraljevo in 10:25,79 min den siebten Platz belegte. 2024 gelangte sie bei den Balkan-Meisterschaften in Izmir mit 10:05,81 min auf den fünften Platz im Hindernislauf.
In den Jahren von 2019 bis 2023 wurde Kotsachili griechische Meisterin im 3000-Meter-Hindernislauf.

## Persönliche Bestleistungen
- 5000 Meter: 16:48,16 min, 29. April 2023 in Mailand
- 2000 m Hindernis: 6:31,99 min, 30. März 2024 in Athen (nationale Bestleistung)
- 3000 m Hindernis: 9:58,21 min, 27. Mai 2023 in Oordegem